# Paroisse de Baton Rouge Est
Pour les articles homonymes, voir Bâton Rouge (homonymie).
La paroisse de Baton Rouge Est (anglais : East Baton Rouge Parish) a été créée par scission du territoire de Floride occidentale en 1810. Son siège est à la ville de Baton Rouge.

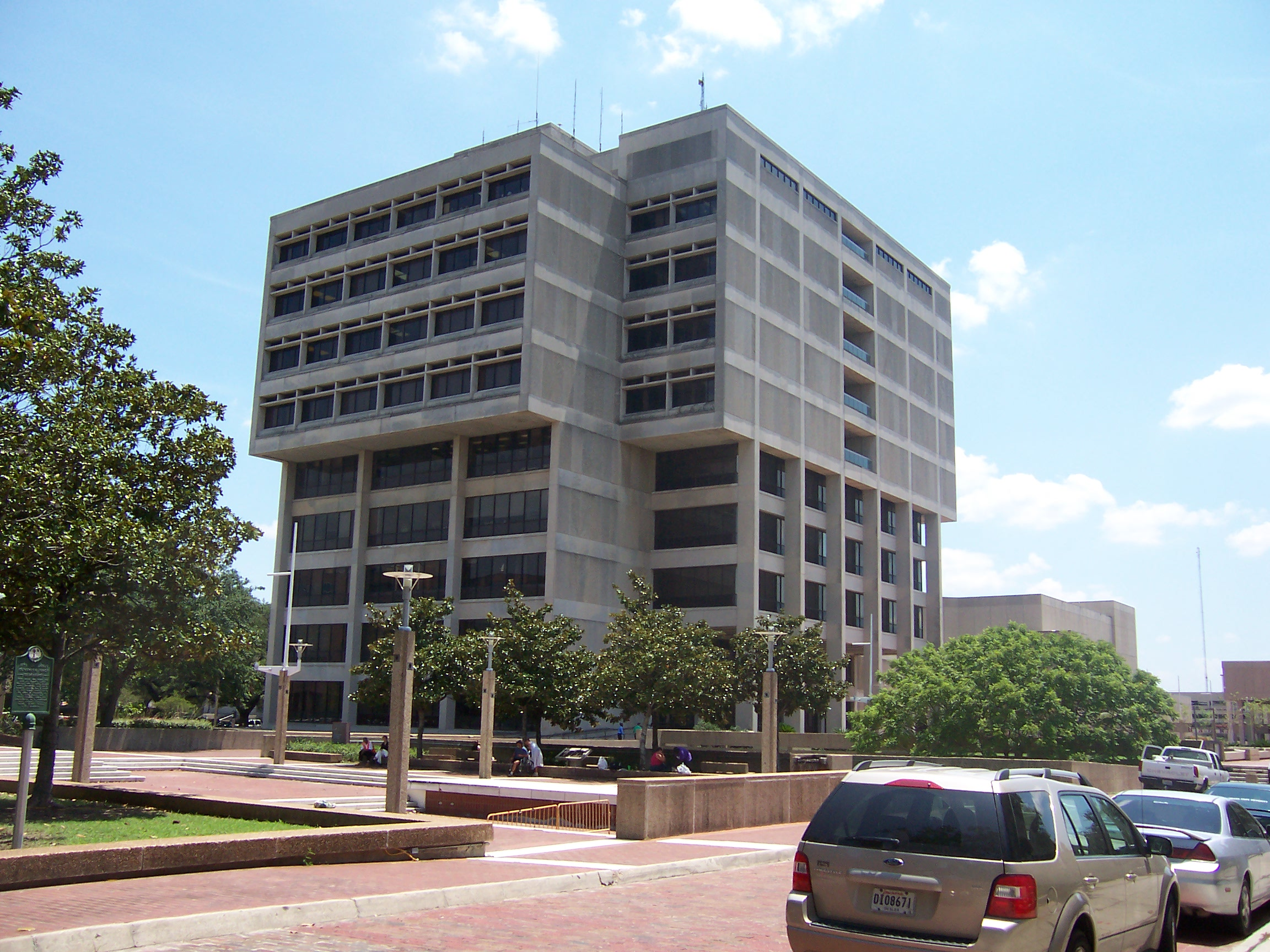
Bâtiment gouvernemental de Baton Rouge et ancien palais de justice (rue Saint-Louis)

## Géographie
Elle a une superficie de 1 180 km2 de terre émergée et 39 km2 d’eau.
Elle est enclavée entre la paroisse de Feliciana Ouest au nord-ouest, la paroisse de Feliciana Est au nord, la paroisse de Sainte-Héléna au nord-est, la paroisse de Livingston à l’est, la paroisse de l’Ascension au sud-est, la paroisse d’Iberville au sud, la paroisse de Baton Rouge Ouest à l'ouest.
Huit autoroutes quadrillent la paroisse : les autoroutes régionales (Interstate) no 10, 12 et 110, les autoroutes fédérales (U.S. Highway) no 61 et 190 ainsi que les autoroutes de Louisiane (Louisiana Highway) no 10, 30 et 42.

## Paroisses adjacentes
| Paroisse de Feliciana Ouest   | Paroisse de Feliciana Est      | Paroisse de Sainte-Héléna |
| Paroisse de Baton Rouge Ouest | la paroisse de Baton Rouge Est | Paroisse de Livingston    |
|                               | Paroisse d'Iberville           | Paroisse de l'Ascension   |

## Organisation
La paroisse est divisée en 15 villes et villages : Baker, Baton Rouge, Baywood, Brownfields, Central, Gardere, Inniswold, Merrydale, Monticello, Oak Hills Place, Old Jefferson, Shenandoah, Village Saint George, Westminster et Zachary.
Le système éducatif de la paroisse de Bâton-Rouge Est est le plus performant de l’État de Louisiane et regroupe, entre autres, les districts scolaires de Bâton-Rouge, de Baker et de Zachary.

## Démographie
| Groupe            | Paroisse de East Baton Rouge | Louisiane | États-Unis |
| ----------------- | ---------------------------- | --------- | ---------- |
| Blancs            | 48,8                         | 62,6      | 72,4       |
| Afro-Américains   | 45,3                         | 32,0      | 12,6       |
| Asiatiques        | 2,8                          | 1,6       | 4,8        |
| Autres            | 1,5                          | 1,6       | 6,4        |
| Métis             | 1,3                          | 1,6       | 2,9        |
| Amérindiens       | 0,3                          | 0,7       | 0,9        |
| Total             | 100                          | 100       | 100        |
|                   |                              |           |            |
| Latino-Américains | 3,7                          | 4,3       | 16,7       |

Selon l'American Community Survey, pour la période 2011-2015, 91,84 % de la population âgée de plus de 5 ans déclare parler l'anglais à la maison, 3,31 % déclare parler l'espagnol, 1,22 % le vietnamien, 0,89 % le français, 0,59 % une langue chinoise et 2,16 % une autre langue.
Lors du recensement de 2010, la ville compte 172 057 ménages, dont :
- 62,3 % de familles
  - dont 27,1 % de familles avec des enfants mineurs
- 37,7 % de ménages non familiaux
  - dont 28,7 % de personnes vivant seules
    - dont 7,6 % de personnes de plus de 65 ans.

La population de la ville s'élève en 2010 à 440 171 habitants, dont :
- 23,6 % a moins de 18 ans
- 10,9 % a plus de 65 ans.

Selon l'American Community Survey, pour la période 2011-2015, 19,6 % de la population vit sous le seuil de pauvreté (15,5 % au niveau national). Ce taux masque des inégalités importantes, puisqu'il est de 27,9 % pour les Afro-Américains et 26,6 % pour les Latinos, contre 10,7 % pour les Blancs non hispaniques.